# Tratado García-Herrera
El Tratado García-Herrera fue un acuerdo de límites entre Perú y Ecuador, firmado por Pablo Herrera González del Ecuador y el Dr. Arturo García Chávez del Perú.

## Antecedentes
En octubre de 1888 el gobierno del Ecuador le propuso a su homólogo del Perú formar una comisión demarcadora con el fin de dirimir sus conflictos con respecto a la frontera común. Esta comisión estaría compuesta por dos representantes de cada lado, tal como se había convenido en el Tratado de Guayaquil del 22 de septiembre de 1829. El gobierno del Perú consideraba esta comisión como un trabajo preparatorio para estudiar y documentar el terreno sobre el cual luego el gobierno español proclamaría su arbitraje, en tanto el del Ecuador aprovechó la oportunidad para proponer negociaciones directas y prescindir de la mediación española. El canciller peruano Isaac Alzamora aceptó dicha propuesta.

## Firma del tratado
Las conversaciones se llevaron a cabo entre los plenipotenciarios Pablo Herrera González, del Ecuador, y Arturo García Chávez, del Perú; éstas culminaron el 2 de mayo de 1890 con la firma del Tratado Herrera-García, por el cual el Perú conservaba Tumbes y Jaén, Y el Ecuador conservaba Quijos, Canelos y una gran parte de Maynas.
Para los peruanos el tratado fue absurdo, pues supuestamente cedía al Ecuador unos 300.000 km² de tierra amazónica, sin que hubiese ocurrido un enfrentamiento militar de por medio. El gobierno de Andrés Avelino Cáceres se justificó diciendo que el tratado era un arreglo transaccional, puesto que era urgente resolver el litigio de la frontera norte dado que estaba pronto a ocurrir el plebiscito de Tacna y Arica (provincias peruanas sureñas ocupadas por Chile) y era de suma importancia que la cancillería peruana volcara todos sus esfuerzos diplomáticos en dicho asunto.
El congreso ecuatoriano aprobó el tratado, pero su homólogo peruano, bajo presión de representantes amazónicos, lo modificó en varias de sus partes antes de aprobarlo. El Ecuador entonces no aceptó ninguna revisión del Tratado, mientras que el Perú se mantuvo inflexible en su posición. Tras esto el tratado fue declarado insubsistente (sin fundamento) por Ecuador, prefiriendo continuar con las negociaciones directas.